# Preolímpico de Concacaf de 1988
El Preolímpico de Concacaf de 1988 fue el torneo clasificatorio de fútbol de América del Norte, América Central y el Caribe para los Juegos Olímpicos de Seúl 1988.
Estados Unidos y Guatemala fueron las selecciones calificadas. Este último fue el reemplazo de México ya que fue descalificado por la FIFA por el escándalo de los cachirules.

## Equipos participantes
| Equipos participantes | Equipos participantes | Equipos participantes | Equipos participantes |
| --------------------- | --------------------- | --------------------- | --------------------- |
| Antigua y Barbuda     | Bahamas               | Barbados              | Bermudas              |
| Canadá                | República Dominicana  | Estados Unidos        | Guatemala             |
| Guyana                | Honduras              | Jamaica               | México                |
| Panamá                | El Salvador           | Surinam               | Trinidad y Tobago     |

- En cursiva las selecciones que participan por primera vez.

## Zona de Norteamérica
| 1 de abril de 1987 | Bermudas                   | 2:1 (1:1) | México          | Bermuda Athletic Association Stadium, Hamilton           |                                                          |
|                    | Lugo 35' (a.g.) · Wade 90' |           | De la Torre 11' | Asistencia: 1 500 espectadores Árbitro(s): Domingo Pérez | Asistencia: 1 500 espectadores Árbitro(s): Domingo Pérez |

| 13 de mayo de 1987 | México                                                 | 6:0 (2:0) | Bermudas | Estadio Toluca 70-86, Toluca de Lerdo                      |                                                            |
|                    | De la Torre 1', 45', 60' · Galindo 47', 81' · Cruz 71' |           |          | Asistencia: 30 000 espectadores Árbitro(s): Edward Bellion | Asistencia: 30 000 espectadores Árbitro(s): Edward Bellion |

| 23 de mayo de 1987 | Canadá                   | 2:0 (1:0) | Estados Unidos | Canada Games Stadium, Saint John                         |                                                          |
|                    | Mitchell 6' · Odinga 51' |           |                | Asistencia: 7 025 espectadores Árbitro(s): Anthony Clift | Asistencia: 7 025 espectadores Árbitro(s): Anthony Clift |

| 30 de mayo de 1987 | Estados Unidos                | 3:0 (1:0) | Canadá | St. Louis Soccer Park, Fenton                                   |                                                                 |
|                    | Krumpe 32', 54' · Gabarra 73' |           |        | Asistencia: 5 253 espectadores Árbitro(s): Arturo Brizio Carter | Asistencia: 5 253 espectadores Árbitro(s): Arturo Brizio Carter |

## Zona de Centroamérica
| 19 de abril de 1987 | Panamá       | 1:1 (0:1) | El Salvador  | Estadio Revolución, Ciudad de Panamá                         |                                                              |
|                     | Mendieta 87' |           | Palacios 26' | Asistencia: 3 000 espectadores Árbitro(s): Víctor Chinchilla | Asistencia: 3 000 espectadores Árbitro(s): Víctor Chinchilla |

| 17 de mayo de 1987 | El Salvador                  | 3:2 (2:0) | Panamá           | Estadio Cuscatlán, San Salvador |                         |
|                    | Rugamas 8' · Coreas 44', 68' |           | Guevara 52', 79' | Árbitro(s): Jorge Urías         | Árbitro(s): Jorge Urías |

| 17 de mayo de 1987 | Honduras | 1:2 (1:1) | Guatemala               | Estadio Nacional, Tegucigalpa |                         |
|                    | Smith 7' |           | Monzón 43' · Chacón 84' | Árbitro(s): Berny Ulloa       | Árbitro(s): Berny Ulloa |

| 31 de mayo de 1987 | Guatemala                     | 2:2 (0:1) | Honduras               | Estadio Mateo Flores, Ciudad de Guatemala |                                  |
|                    | Pérez 58' (pen.) · Chacón 85' |           | Flores 29' · Ávila 59' | Árbitro(s): Tomás Herrera García          | Árbitro(s): Tomás Herrera García |

## Zona del Caribe

### Primera ronda
| 25 de enero de 1987 | Bahamas | 1:3 | Guyana | Thomas Robinson Stadium, Nassau |  |
|                     |         |     |        | Árbitro(s): Roberto Hernández   |  |

| 22 de febrero de 1987 | Guyana | 3:0 | Bahamas | Bourda, Georgetown            |  |
|                       |        |     |         | Árbitro(s): Richard Ramcharan |  |

| 22 de marzo de 1987 | Barbados | 0:0 | Jamaica | Estadio Nacional, Bridgetown                             |  |
|                     |          |     |         | Asistencia: 5 000 espectadores Árbitro(s): Gerald Laurie |  |

| 5 de abril de 1987 | Jamaica | 0:1 (0:1) | Barbados | Independence Park, Kingston    |                                |
|                    |         |           | Hall 38' | Árbitro(s): Osvaldo Bréa Ramos | Árbitro(s): Osvaldo Bréa Ramos |

| 26 de abril de 1987 | Antigua y Barbuda | 1:1 (0:0) | República Dominicana | Antigua Recreation Ground, Saint John |                               |
|                     | Deterville 59'    |           | Nova 67'             | Árbitro(s): Richard Ramcharan         | Árbitro(s): Richard Ramcharan |

| 3 de mayo de 1987 | República Dominicana | 0:0 | Antigua y Barbuda | Estadio Juan Pablo Duarte, Santo Domingo |  |
|                   |                      |     |                   | Árbitro(s): Winston Campbell             |  |

|  | Trinidad y Tobago | w/o | Surinam |  |  |

### Segunda ronda
| 10 de mayo de 1987 | Trinidad y Tobago                | 2:0 (2:0) | Barbados | Estadio Nacional, Puerto España |                         |
|                    | Blaggrove 11' (a.g.) · Jones 33' |           |          | Árbitro(s): Berny Ulloa         | Árbitro(s): Berny Ulloa |

| 24 de mayo de 1987 | Barbados  | 1:1 (1:1) | Trinidad y Tobago | Estadio Nacional, Bridgetown                                |                                                             |
|                    | Niles 42' |           | Faustin 41'       | Asistencia: 7 000 espectadores Árbitro(s): Humphrey Ignacio | Asistencia: 7 000 espectadores Árbitro(s): Humphrey Ignacio |

| 31 de mayo de 1987 | Guyana                                | 4:0 | República Dominicana | Bourda, Georgetown        |                           |
|                    | Maxwell · Forde · Alphonso Jr. ?', ?' |     |                      | Árbitro(s): John Melville | Árbitro(s): John Melville |

| 7 de junio de 1987 | República Dominicana | 1:2 | Guyana                    | Estadio Juan Pablo Duarte, Santo Domingo |                         |
|                    | Desconocido          |     | S. Williams · Desconocido | Árbitro(s): Omar Monzón                  | Árbitro(s): Omar Monzón |

## Ronda final

### Grupo A
| Equipo            | Pts. | PJ | PG | PE | PP | GF | GC | Dif |
| ----------------- | ---- | -- | -- | -- | -- | -- | -- | --- |
| Estados Unidos    | 8    | 4  | 4  | 0  | 0  | 13 | 4  | 9   |
| Trinidad y Tobago | 4    | 4  | 2  | 0  | 2  | 4  | 5  | -1  |
| El Salvador       | 0    | 4  | 0  | 0  | 4  | 3  | 11 | -8  |

| 5 de septiembre de 1987 | Estados Unidos                        | 4:1 (1:0) | Trinidad y Tobago | St. Louis Soccer Park, Fenton                                |                                                              |
|                         | Goulet 39', 79', 89' · Stollmeyer 61' |           | Fonrose 59'       | Asistencia: 3 109 espectadores Árbitro(s): Víctor Chinchilla | Asistencia: 3 109 espectadores Árbitro(s): Víctor Chinchilla |

| 20 de septiembre de 1987 | Trinidad y Tobago | 0:1 (0:0) | Estados Unidos   | Queen's Park Oval, Puerto España                        |                                                         |
|                          |                   |           | Pérez 56' (pen.) | Asistencia: 12 000 espectadores Árbitro(s): Rolando Paz | Asistencia: 12 000 espectadores Árbitro(s): Rolando Paz |

| 18 de octubre de 1987 | El Salvador                        | 2:4 (1:3) | Estados Unidos                          | Estadio Cuscatlán, San Salvador                           |                                                           |
|                       | Rodríguez 30' (pen.) · Canales 71' |           | Goulet 4' · Klopas 10' · Pérez 19', 65' | Asistencia: 45 000 espectadores Árbitro(s): Derek Douglas | Asistencia: 45 000 espectadores Árbitro(s): Derek Douglas |

| 15 de mayo de 1988 | El Salvador | 0:1 (0:0) | Trinidad y Tobago | Estadio Cuscatlán, San Salvador                           |                                                           |
|                    |             |           | Corneal 52'       | Asistencia: 25 000 espectadores Árbitro(s): David Brumitt | Asistencia: 25 000 espectadores Árbitro(s): David Brumitt |

| 25 de mayo de 1988 | Estados Unidos                               | 4:1 (2:0) | El Salvador | Kuntz Memorial Soccer Stadium, Indianapolis                       |                                                                   |
|                    | Goulet 8', 24' · Davis 88' · Lazo 90' (a.g.) |           | Zapata 59'  | Asistencia: 9 529 espectadores Árbitro(s): Edgardo Codesal Méndez | Asistencia: 9 529 espectadores Árbitro(s): Edgardo Codesal Méndez |

| 29 de mayo de 1988                                                                        | Trinidad y Tobago | 2:0 | El Salvador |  |  |
| El Salvador no se presentó, el partido fue dado una victoria a Trinidad y Tobago por 2-0. |                   |     |             |  |  |

### Grupo B
| Equipo    | Pts. | PJ | PG | PE | PP | GF | GC | Dif |
| --------- | ---- | -- | -- | -- | -- | -- | -- | --- |
| México    | 8    | 4  | 4  | 0  | 0  | 16 | 1  | 15  |
| Guatemala | 4    | 4  | 2  | 0  | 2  | 10 | 5  | 5   |
| Guyana    | 0    | 4  | 0  | 0  | 4  | 0  | 20 | -20 |

| 18 de octubre de 1987 | Guatemala                                             | 6:0 (3:0) | Guyana | Estadio del Ejército, Ciudad de Guatemala              |                                                        |
|                       | Rivera 19' · Chacón 24', 64', 72' · Westphal 41', 58' |           |        | Asistencia: 5 000 espectadores Árbitro(s): Rex Osborne | Asistencia: 5 000 espectadores Árbitro(s): Rex Osborne |

| 25 de octubre de 1987 | Guyana | 0:3 (0:1) | Guatemala                   | Estadio del Ejército, Ciudad de Guatemala                  |                                                            |
|                       |        |           | Chacón 19', 55' · Pérez 60' | Asistencia: 8 000 espectadores Árbitro(s): Gord Arrowsmith | Asistencia: 8 000 espectadores Árbitro(s): Gord Arrowsmith |

| 2 de diciembre de 1987 | Guyana | 0:9 (0:4) | México | Santa Ana Stadium, Santa Ana |                           |
|                        |        |           | Flores 29' · De la Torre 32', 50' · Hernández Ramírez 38' · Galindo 42', 59' · Hernández Gutiérrez 69' · Quirarte 72' · Hermosillo 88' | Árbitro(s): Felix Fuksman    | Árbitro(s): Felix Fuksman |

| 9 de diciembre de 1987 | México | 2:0 | Guyana |  |  |

| 3 de febrero de 1988 | México                       | 2:1 (2:0) | Guatemala | Estadio Toluca 70-86, Toluca de Lerdo                          |                                                                |
|                      | De la Torre 41' · Flores 45' |           | Pérez 90' | Asistencia: 30 000 espectadores Árbitro(s): Lennox Sirjuesingh | Asistencia: 30 000 espectadores Árbitro(s): Lennox Sirjuesingh |

| 14 de febrero de 1988 | Guatemala | 0:3 (0:1) | México                                       | Estadio del Ejército, Ciudad de Guatemala                      |                                                                |
|                       |           |           | Galindo 6' (pen.) · Flores 49' · Aguirre 56' | Asistencia: 18 000 espectadores Árbitro(s): Osvaldo Bréa Ramos | Asistencia: 18 000 espectadores Árbitro(s): Osvaldo Bréa Ramos |

## Calificados
| Bandera de Estados Unidos | Bandera de Guatemala |
| Estados Unidos            | Guatemala            |
| Primero del grupo A       | (Invitado)           |

## Estadísticas
| Pos. | Equipo               | Pts | PJ | PG | PE | PP | GF | GC | Dif. | Rend. |
| ---- | -------------------- | --- | -- | -- | -- | -- | -- | -- | ---- | ----- |
| 1    | Estados Unidos       | 10  | 6  | 5  | 0  | 1  | 16 | 6  | 10   | 83.3% |
| 2    | Guatemala            | 7   | 6  | 3  | 1  | 2  | 14 | 8  | 6    | 58.3% |
| 3    | México               | 10  | 6  | 5  | 0  | 1  | 23 | 3  | 19   | 83.3% |
| 4    | Guyana               | 8   | 8  | 4  | 0  | 4  | 12 | 22 | -10  | 50%   |
| 5    | Trinidad y Tobago    | 7   | 6  | 3  | 1  | 2  | 7  | 6  | 1    | 58.3% |
| 6    | Barbados             | 4   | 4  | 1  | 2  | 1  | 2  | 3  | -1   | 50%   |
| 7    | El Salvador          | 3   | 6  | 1  | 1  | 4  | 7  | 14 | -7   | 25%   |
| 8    | Antigua y Barbuda    | 2   | 2  | 0  | 2  | 0  | 1  | 1  | 0    | 50%   |
| 9    | Canadá               | 2   | 2  | 1  | 0  | 1  | 2  | 3  | -1   | 50%   |
| 10   | Bermudas             | 2   | 2  | 1  | 0  | 1  | 2  | 7  | -5   | 50%   |
| 11   | República Dominicana | 2   | 4  | 0  | 2  | 2  | 2  | 7  | -5   | 50%   |
| 12   | Panamá               | 1   | 2  | 0  | 1  | 1  | 3  | 4  | -1   | 25%   |
| 13   | Honduras             | 1   | 2  | 0  | 1  | 1  | 3  | 4  | -1   | 25%   |
| 14   | Jamaica              | 1   | 2  | 0  | 1  | 1  | 0  | 1  | -1   | 25%   |
| 15   | Bahamas              | 0   | 2  | 0  | 0  | 2  | 1  | 6  | -5   | 0%    |